# Gourock
Gourock (Schots-Gaelisch: Guireag) is een burgh in Schotland, council Inverclyde. Het was vroeger een resort van Firth of Clyde maar is tegenwoordig een populaire woonplaats.

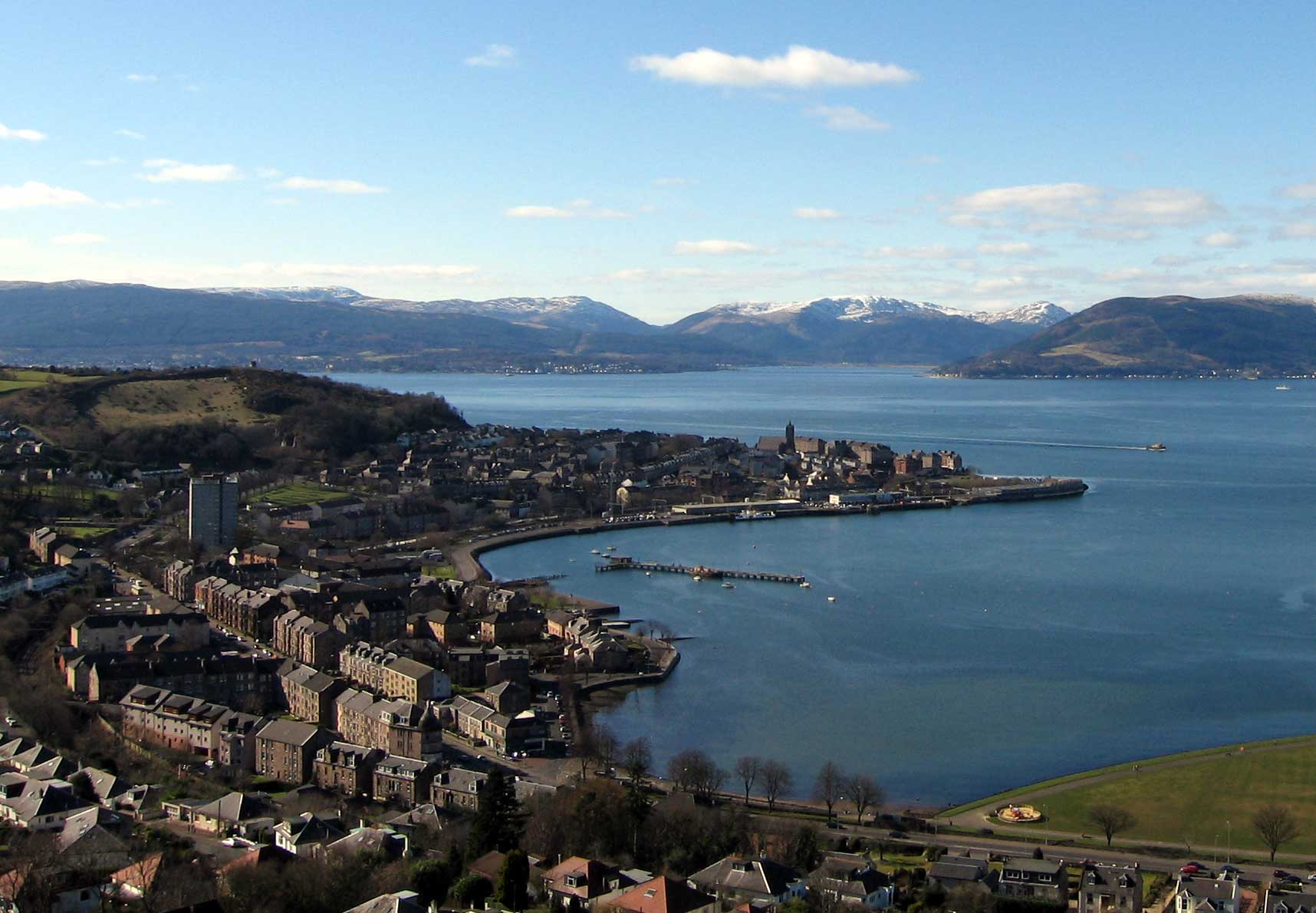
Uitzicht over de plaats

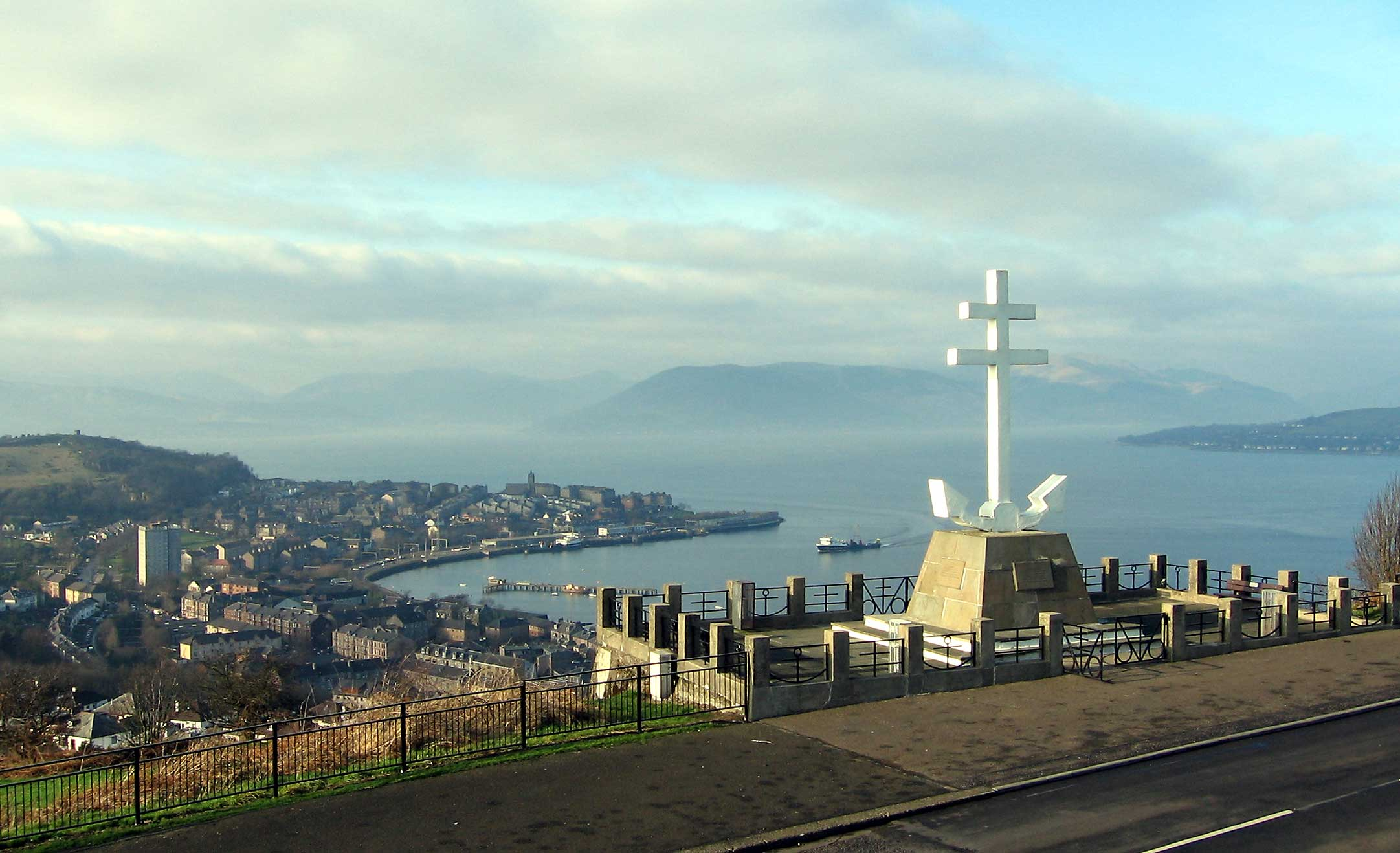
Gourock

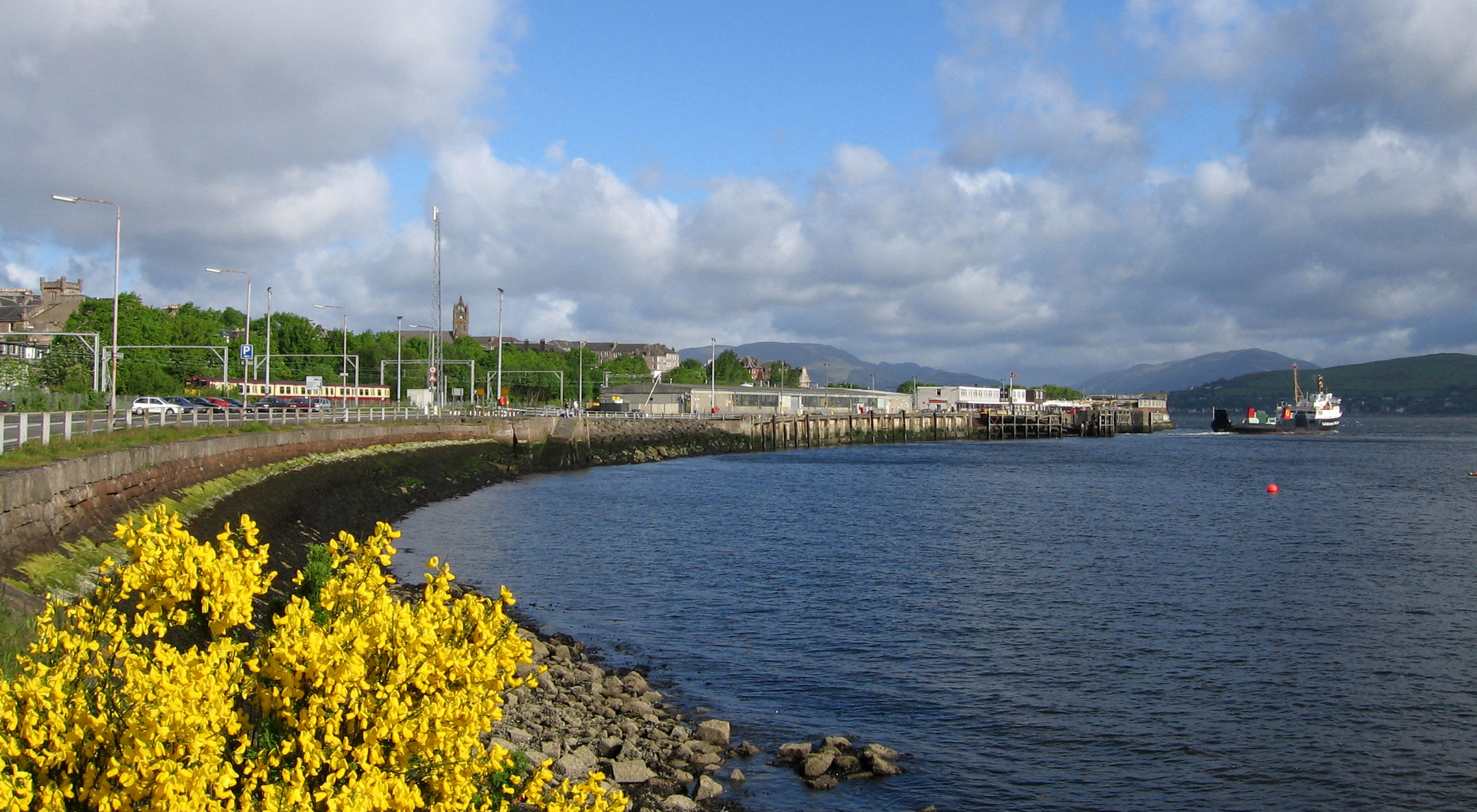
Spoorlijn